# Стартуп (Вашингтон)
Стартуп (енгл. Startup) насељено је место без административног статуса у америчкој савезној држави Вашингтон.

## Демографија
По попису из 2010. године број становника је 676, што је 141 (-17,3%) становника мање него 2000. године.
| Група             | 2000.       | 2010.       |
| Белци             | 717 (87,8%) | 567 (83,9%) |
| Афроамериканци    | 3 (0,4%)    | 2 (0,3%)    |
| Азијати           | 13 (1,6%)   | 7 (1,0%)    |
| Хиспаноамериканци | 34 (4,2%)   | 51 (7,5%)   |
| Укупно            | 817         | 676         |